# Gnolus angulifrons
Gnolus angulifrons är en spindelart som beskrevs av Simon 1896. Gnolus angulifrons ingår i släktet Gnolus och familjen kaparspindlar. Inga underarter finns listade i Catalogue of Life.